# Столкновения в Камбодже (1997)
Столкновения в Камбодже 1997 года (кхмер. រដ្ឋប្រហារកម្ពុជាឆ្នាំ១៩៩៧) — политический кризис и силовое противоборство в Королевстве Камбоджа летом 1997 года. Произошли между партией ФУНСИНПЕК первого премьер-министра Нородом Ранарита и Народной партией второго премьер-министра Хун Сена. Завершились победой Хун Сена, укрепили его личную власть во главе авторитарного режима. Сопровождались кровопролитными боями и бессудными убийствами. Квалифицируются как государственный переворот.

## Предыстория
В 1991 году Парижские соглашения между правительством Государства Камбоджа и оппозиционной коалицией наметили пути прекращения многолетней войны и политического урегулирования. Были достигнуты договорённости о восстановлении Королевства Камбоджа, возвращении на трон Нородома Сианука и проведении свободных выборов.
На выборах в мае 1993 года наибольшего успеха добилась партия Сианука ФУНСИНПЕК. Второе место заняла Народная партия Камбоджи (НПК) — переименованная компартия НРК, правящая при провьетнамском режиме (формально НПК отказалась от коммунистической идеологии и приняла «демократический социализм» — подобно тому, как десятилетием ранее это сделали Красные кхмеры). Правительство было сформировано на основе коалиции всех парламентских партий — ФУНСИНПЕК, НПК и Буддистской либерально-демократической партии (БЛДП).
Для соблюдения баланса между ФУНСИНПЕК (партия, обладавшая наибольшей поддержкой избирателей) и НПК (партия, обладавшая административным и силовым ресурсами) был введён институт «двойного премьерства». Первым премьер-министром стал принц Нородом Ранарит. Вторым премьер-министром — лидер НПК Хун Сен, ранее возглавлявший правительство НРК. Единство под сенью монархии символически подчёркивалось тем, что два премьера стали названными братьями: Нородом Ранарит был старшим сыном короля Сианука, Хун Сен был усыновлён Сиануком.
Обе партии — НПК и ФУНСИНПЕК — сохраняли свои вооружённые силы и управленческие структуры, дублирующие государство. Партийные чиновники занимали государственные должности. Разделение власти осуществлялось таким образом, что партия Ранарита получала престижные наименования или вторые позиции, партия Хун Сена — реальный административный контроль. За НПК оставалось безусловное преобладание в силовых структурах и судебной системе. Хун Сен располагал подразделением личных телохранителей численностью 1,5 тысячи человек, контролировал несколько теле- и радиоканалов, более двадцати газет.

## Конфликт двух премьеров
Отношения между двумя премьерами и их партиями с самого начала были сложными и год от года обострялись. Ранарита не устраивало положение «младшего партнёра» и провьетнамские черты правительственной политики. Двоевластие не могло сохраняться длительное время. Король Сианук занимал двусмысленную позицию: в принципе он, разумеется, поддерживал Ранарита, однако вынужден был принимать как факт сильные позиции Хун Сена. Кроме того, Сианук понимал, что ограничение власти НПК усилит «Красных кхмеров» — которые не признали Парижских соглашений и вели партизанскую войну под руководством Пол Пота.
Союзником ФУНСИНПЕК теоретически могла стать БЛДП, но в середине 1990-х она фактически сошла со сцены из-за раскола между группами Сон Санна и Иенг Маули. Вооружённые силы национального освобождения кхмерского народа были демобилизованы ещё в 1992 году.
В январе 1996 между НПК и ФУНСИНПЕК произошёл конфликт из-за решения Хун Сена восстановить государственный праздник 7 января — в этот день 1979 года в Пномпень вступили вьетнамские войска. Ранарит вынужден был согласиться, что вызвало гнев Сианука и лидеров монархической партии. Острые формы приняли разногласия в правительстве по кадровым и финансово-экономическим вопросам. На съезде НПК в июле 1996 Хун Сен допустил публичные оскорбительные высказывания о Ранарите и поставил жёсткие условия продолжения сотрудничества с ФУНСИНПЕК.
С 1996 продолжались спорадические вооружённые столкновения между формированиями ФУНСИНПЕК и НПК. Нородом Ранарит обвинял Хун Сена в узурпации власти и планах восстановления коммунистического режима. Хун Сен обвинял Ранарита в антигосударственном заговоре и сговоре с полпотовцами. Последнее имело основания: Ранарит рассчитывал на альянс с Кхиеу Самфаном и его Кхмерской партией национальной солидарности в общем противостоянии Хун Сену (модель, подобная 1980-м годам). Однако и на этом направлении первого премьера опережал второй: Хун Сен объявил амнистию и привлёк на свою сторону многих полпотовцев, начиная с Иенг Сари.
Отряды ФУНСИНПЕК обладали немалой численностью — до 80 тысяч человек. В распоряжении Хун Сена находились около 90 тысяч. Структуры НПК были лучше вооружены и организованы, а главное, переплетены с государственными силовыми структурами. Расчёты на военный паритет между двумя партиями рассматривались как «смехотворные».
В последние дни июня Хун Сен провёл совещание партийного руководства, где внёс предложение о разрыве коалиции с ФУНСИНПЕК. Большинство деятелей НПК, в том числе силовые министры, высказались против. Однако ожидание столкновения витало в воздухе.

## Ход и итог боёв
Решающие бои начались 5 июля 1997. Войска НПК окружили сианукистский гарнизон провинции Кампонгспы под командованием Нхек Бун Чхая, военная полиция блокировала в столице подразделение Чао Самбата. Тяжёлые бои завязались в международном аэропорту Пномпеня.
6 июля Хун Сен ввёл в действие своё личное охранное подразделение под командованием Хок Лунди и 911-й полк специального назначения. Формирования ФУНСИНПЕК с большими потерями отступили в город О’Смач на камбоджийско-таиландской границе. Бои завязались в ряде мест на севере и северо-западе страны. Там сианукистам оказали некоторую поддержку «Красные кхмеры». Однако полпотовцы не могли серьёзно повлиять на события, поскольку к тому времени их силы были уже малочисленны, а организация раздиралась внутренней борьбой между Пол Потом и его окружением — Кхиеу Самфаном, Нуон Чеа, Та Моком. (За три недели до событий в Пномпене по приказу Пол Пота был убит Сон Сен, многолетний командующий вооружёнными силами «Красных кхмеров», а ещё через три недели сам Пол Пот арестован Та Моком, Кхиеу Самфаном и Нуон Чеа.)
Бои продолжались до конца августа. Однако уже 5-6 июля определился исход противостояния. ФУНСИНПЕК был разгромлен, его объекты разрушены или заняты войсками Хун Сена, около 40 видных партийных деятелей погибли в боях (всего были убиты до 100 человек). Несколько видных функционеров ФУНСИНПЕК — секретарь МВД Хо Сок, генералы Чао Санбат, Ли Сен Хон, Сам Норин, Наен Бун Тон — были захвачены в плен и убиты.

## Политическое значение
В политической системе Камбоджи произошли столь значительные изменения, что события квалифицировались как государственный переворот.

Это был не переворот Народной партии, но переворот Хун Сена. Председатель партии Чеа Сим, министр внутренних дел Сар Кенг, министр обороны Теа Бан, командующий вооружёнными силами Ke Ким Ян выступали против военных действий. После переворота многие высокопоставленные партийные чиновники укрепляли свои дома мешками с песком и приводили своих охранников в полную боевую готовность, опасаясь, что Хун Сен теперь ударит по ним… Но даже без поддержки большей части своей партии Хун Сен сумел собрать достаточную военную силу, чтобы добиться успеха. 5-6 июля его спецназ во главе с Кун Кимом, Мол Риупом, Сао Сокха, Хок Лунди и Кео Поном разгромил ФУНСИНПЕК.

Переворот 1997 безусловно был самым важным событием в Камбодже после выборов 1993. Он развеял иллюзии, будто страна идёт к демократии. Он показал, что насилие остаётся привычным методом руководства. Он продемонстрировал, сколь много камбоджийцев охвачены безразличием и страхом после красных кхмеров. Он дал понять, что обязательства в области прав человека существуют лишь на бумаге. Внесудебные казни деятелей ФУНСИНПЕК, совершаемые силами Хун Сена, происходили под носом международного сообщества.

С осуждением убийств активистов ФУНСИНПЕК выступила Amnesty International в открытом письме Хун Сену.

## Последствия
Нородом Ранарит бежал из страны и был заочно приговорён к 35 годам тюремного заключения. Хотя формально на посту первого премьер-министра Ранарита сменил Унг Хуот, также представитель ФУНСИНПЕК, с двоевластием было покончено. Установилось единоличное правление Хун Сена. На ключевые посты в административных и силовых структурах демонстративно назначались преданные ему люди. В должности начальника камбоджийской полиции был демонстративно переутверждён Хок Лунди, лично участвовавший в убийстве Хо Сока.
Король Сианук помиловал Ранарита, и в марте 1998 принц вернулся в Камбоджу. Он заключил союз с национал-либеральной Партией Сам Рейнгси (ранее Сам Рейнгси как министр финансов являлся его противником, против которого Ранарит действовал в альянсе с Хун Сеном). Ранарит лично руководил предвыборной кампанией ФУНСИНПЕК. Выборы проходили в условиях жёсткого административно-силового контроля. Победу одержала НПК, получив 64 мандата из 122.
Институт двойного премьерства был упразднён, главой правительства стал Хун Сен. Одновременно он установил контроль над правящей партией, одержав победу в многолетней политической конкуренции с Чеа Симом. Было закреплено и подчинённое положение ФУНСИНПЕК. В стране установилась авторитарная власть Хун Сена.